# 毕丹星
毕丹星（英語：Pritam Singh Khaira；1976年8月2日—）是一名印度裔新加坡工人党的政治家和律師，自2011年5月7日起，毕丹星一直是新加坡國會阿裕尼集選區的國會議員（MP）。。自2018年起，毕丹星從劉程強手中接過工人黨秘書長一職，並在2020年起出任官方反對黨領袖。

## 早年教育
毕丹星曾就讀於輔文小學、美華禮小學、聖多馬中學和裕廊初級學院。他入讀新加坡國立大學文學暨社會科學院，1999年他於歷史與政治學的兩個科目取得最佳成績，獲頒實得力火船局獎學金榮譽，並於2000年以歷史文學學士學位畢業並榮獲武裝部隊本地生獎學金。他其後獲得了志奮領獎學金，前往倫敦國王學院攻讀戰爭學研究，並於2004年獲得了文學碩士學位。他還在2005年時獲得了馬來西亞國際伊斯蘭大學的伊斯蘭研究文憑。2011年他獲得了新加坡管理大學法律博士學位。

## 事業

### 軍旅生涯
毕丹星在1994年加入新加坡武裝部隊，並於1997年至2002年擔任職業委任軍官。在服役期間，他是一名野戰工程師。目前，他是一名預備役指揮官，軍銜為少校。

### 政治生涯

#### 成為國會議員
在2011年新加坡大選期間，毕丹星是工人黨在阿裕尼集選區競選的五人團體之一。該團隊包括黨秘書長劉程強、黨主席林瑞蓮、成員陳碩茂和穆罕默德·馬納普（Muhamad Faisal bin Abdul Manap）。他們以54.71%得票率，擊敗得票率45.29％的執政黨人民行動黨候選人，是新加坡歷史上第一次有反對黨在集選區勝出。他其後被任命為工人黨執行委員會的助理秘書長。

#### 領導工人黨
2017年工人黨秘書長劉程強宣布退休，希望新血能振興黨，而毕丹星被廣泛認為是下一任工人黨主席。
毕丹星於2018年4月8日劉程強卸任後接任工人黨秘書長一職。由於工人黨是議會中唯一有席位的反對黨，因此他也成為事實上的反對黨領袖。

#### 2020年新加坡大選
在2020年新加坡大選中，毕丹星與林瑞蓮、陳碩茂、嚴燕松及貝理安再次在阿裕尼集選區當選，這次得票率上升至59.95%，擊敗了獲得40.05%得票率的人民行動黨候選人團隊。工人黨還贏得後港單選區及新設立的盛港集選區。

#### 官方反對黨領袖
在工人黨贏得10個席位後，總理李顯龍決定正式任命毕丹星為反對黨領袖，並表示將向他提供適當的支持和資源，來讓他履行新的職責。在此之前，因為憲法沒有規定這樣的職位，所以反對黨領袖在議會中是一個非正式的職位。他的年薪為也提升到385,000新加坡元，是普通議員工資的兩倍。

### 其他事業
2007年，毕丹星創立了網上評論媒體，專注於與亞洲和亞洲人相關的話題。

### 被判撒谎罪名成立
2025年2月17日，毕丹星因向国会撒谎而被判两项撒谎罪名成立。

## 個人生活
毕丹星是具有旁遮普血統的新加坡人，也是一名錫克教徒。他與新加坡剧场工作者Loveleen Kaur Walia結婚，及有2個女兒。